# Coracenses
I Coracenses furono un'antica tribù della Sardegna descritta da Tolomeo. (III, 3) Abitarono a sud dei Tibulati e dei Corsi (dai quali prese nome la Corsica) e a nord dei Carenses e dei Cunusitani.